# The Death of Dick Long
The Death of Dick Long is een Amerikaanse komische dramafilm uit 2019 onder regie van Daniel Scheinert. De film werd geproduceerd door A24.

## Plot
Dick is afgelopen nacht overleden, en Zeke en Earl willen niet dat iemand erachter komt hoe hij is gestorven. Maar helaas, in een klein dorpje in Alabama gaat dat nieuws als een lopend vuurtje.

## Rolverdeling
| Acteur             | Personage            |
| ------------------ | -------------------- |
| Daniel Scheinert   | Dick Long            |
| Michael Abbott Jr. | Ezekiel "Zeke" Olsen |
| Virginia Newcomb   | Lydia Olsen          |
| Andre Hyland       | Earl Wyeth           |
| Sarah Baker        | Officer Dudley       |
| Jess Weixler       | Jane Long            |
| Roy Wood Jr.       | Dr. Richter          |

## Release en ontvangst
The Death of Dick Long ging op 26 januari 2019 in première op het Sundance Film Festival en was vanaf 27 september 2019 te zien in de Amerikaanse bioscopen. De film kreeg overwegend positieve kritieken van de filmcritici, met een score van 75% op Rotten Tomatoes, gebaseerd op 76 beoordelingen.